# Мазер-сюр-Салат
Мазе́р-сюр-Сала́т (фр. Mazères-sur-Salat, окс. Maseras de Salat) — коммуна во Франции, находится в регионе Юг — Пиренеи. Департамент — Верхняя Гаронна. Входит в состав кантона Сали-дю-Салат. Округ коммуны — Сен-Годенс.
Код INSEE коммуны — 31336.

## География
Коммуна расположена приблизительно в 650 км к югу от Парижа, в 65 км к юго-западу от Тулузы.
По территории коммуны протекают реки Гаронна и Салат.

## Климат
Климат умеренно-океанический. Зима мягкая и снежная, весна характеризуется сильными дождями и грозами, лето сухое и жаркое, осень солнечная. Преобладают сильные юго-восточные и северо-западные ветры.

## Население
Население коммуны на 2010 год составляло 593 человека.
| 1962 | 1968 | 1975 | 1982 | 1990 | 1999 | 2010 |
| ---- | ---- | ---- | ---- | ---- | ---- | ---- |
| 721  | 770  | 660  | 642  | 590  | 592  | 593  |

## Администрация
| Период | Период | Фамилия         | Партия                              | Примечания          |
| ------ | ------ | --------------- | ----------------------------------- | ------------------- |
| 1977   | 2001   | Жан-Луи Идьяр   | Социалистическая партия             | депутат (1993—2012) |
| 2001   | 2014   | Пьер Кастера    | Социалистическая партия             |                     |
| 2014   | 2020   | Жан-Клод Дуньяк | Французская коммунистическая партия |                     |

## Экономика
В 2010 году среди 355 человек трудоспособного возраста (15—64 лет) 263 были экономически активными, 92 — неактивными (показатель активности — 74,1 %, в 1999 году было 71,5 %). Из 263 активных жителей работали 238 человек (119 мужчин и 119 женщин), безработных было 25 (9 мужчин и 16 женщин). Среди 92 неактивных 29 человек были учениками или студентами, 45 — пенсионерами, 18 были неактивными по другим причинам.

## Достопримечательности
- Церковь Св. Христофора
- Руины часовни Сент-Матрон (XII век). Исторический памятник с 1975 года[4]
- Бывшая бумажная фабрика Rizla+[фр.], ныне музей

## Фотогалерея
- Мазер-сюр-Салат
- Карта коммуны